# Daniel Mendes
Daniel Mendes (São Paulo, 18 januari 1981) is een Braziliaans profvoetballer die sinds het seizoen 2014 onder contract staat bij Minnesota United FC.

## Carrière
Mendes heeft in het verleden onder meer voor AIK en Degerfors IF gespeeld. In 2006 was hij de speler met het beste rendement in de selectie van AIK. De tien doelpunten die Mendes in dat seizoen maakte, scoorde hij allemaal als invaller. Daardoor werd hij in Stockholm al snel bekend als 'supersub'. Sinds 2008 staat Mendes onder contract bij Kalmar FF, de club die hij ook al diende in het seizoen 2003. Voor aanvang van het seizoen 2014 maakt Kalmar bekend dat Mendes voor de rest van het seizoen wordt verhuurd aan Minnesota United FC in de Verenigde Staten. De Amerikaanse club heeft Mendes vervolgens definitief overgenomen.